# حماة

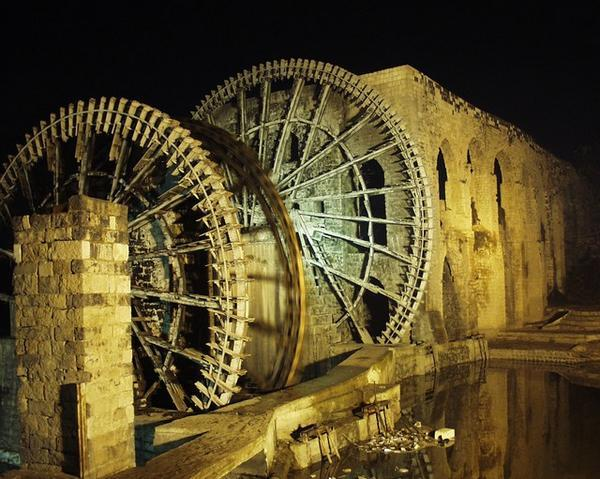
نواعير حماة الشهيرة

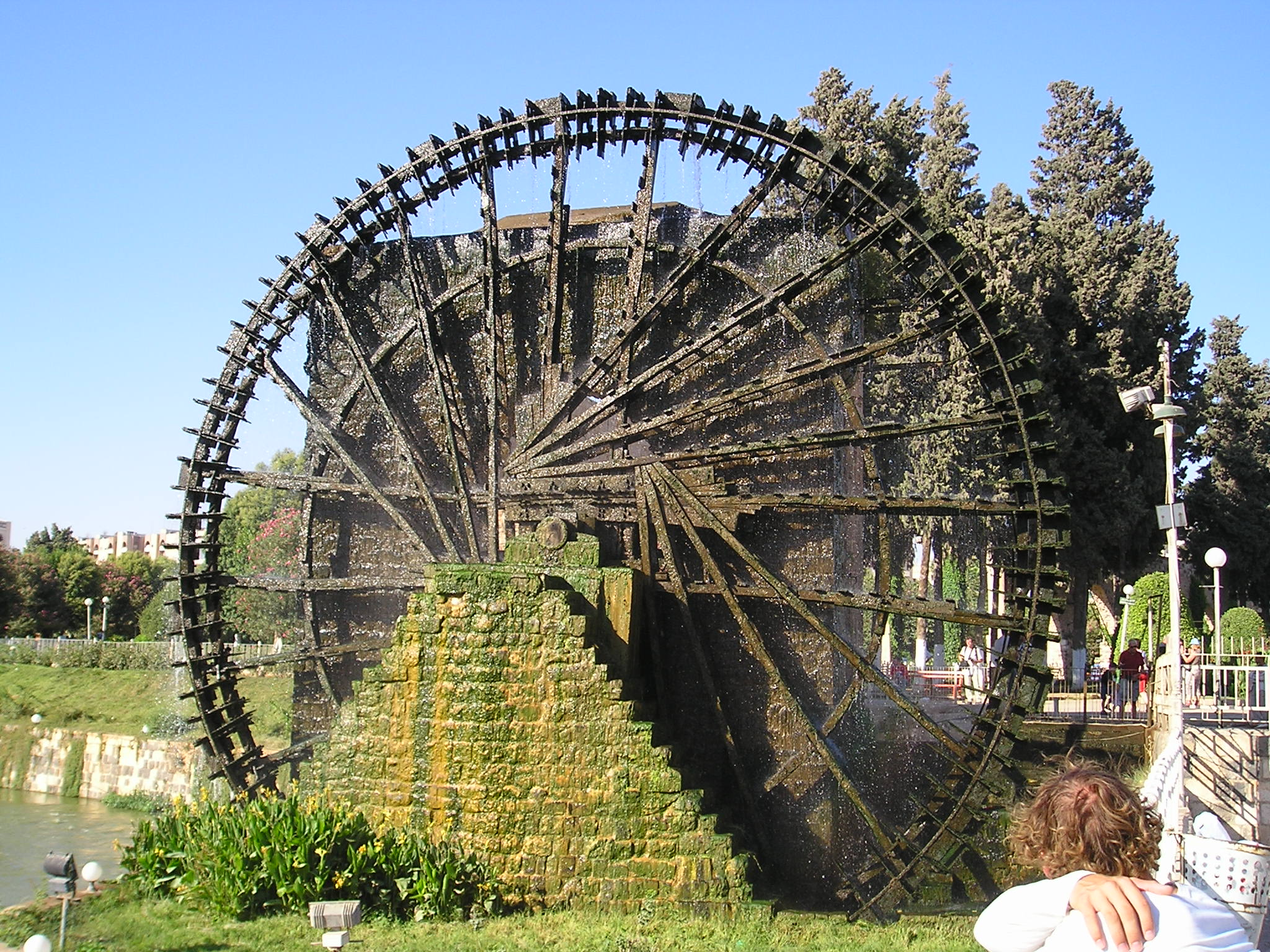
حديقة أم الحسن

حَمَاة هي مدينة سورية تحتل المرتبة الرابعة من حيث عدد السكان بعد دمشق وحلب وحمص، تقع في وسط سوريا، وهي مركز محافظة حماة، تقع على نهر العاصي على بعد 213 كم (132 ميل) شمال دمشق و46 كم (29 ميل) شمال حمص وعن مدينة حلب 135 كم، وترتفع عن سطح البحر حوالي مائتين وسبعين مترًا، وتقع عند خط عرض 35 وخط الطول 62، هواؤها معتدل جيد، رطوبته قليلة وتتعاقب عليها الفصول الأربع كبقية البلاد السورية وأجمل هذه الفصول فيها فصل الربيع حيث يعتدل المناخ والهواء وتنتعش النفوس وتزهو المناظر بالزهور والورود وتفترش الخضرة السهول والجبال. ويبلغ عدد سكانها حوالي 996.000 نسمة حسب تقدير 2023.

## التسمية
تعني كلمة «حماة» القلعة أو الحصن، ويسمى الحصن في اللغات الشرقية (حامات)، وسميت حماة بهذا الاسم نسبة إلى قلعتها. تغير اسم المدينة في زمن السلوقيين سنة 301 حيث سميت (ابيفانيا) نسبة للإمبراطور انطيوخس ابيفانيوس. كما تسمى بمدينة النواعير لانفرادها عن بقية مدن العالم بوجود نواعير كبيرة الحجم وكثيرة العدد على ضفاف نهر العاصي.
كما أطلق عليها اسم مدينة (أبي الفداء) نسبة إلى الملك عماد الدين إسماعيل بن علي الملقب بأبي الفداء الذي حكمها من عام 710هـ – 1310م، وظل ملكا لها حتى توفي عام 732هـ (1331م) ودفن في المسجد المعروف باسمه تحت قبة تقع في الطرف الشمالي من المسجد. اعتمدت هذه التسمية في المنتدى الأدبي عام 1925م.

## تاريخ
مدينة حماة مدينة قديمة كان اسمها إيماتا وتعود تسميتها إلى كلمة حَمَثَ في الكنعانية والآرامية وتعني الحصن وهو الاسم الذي ورد في التوراة، وسُميت أيضًا حمث الكبرى تمييزًا لها عن حمث الصغرى الواقعة في كيليكيا. وثم سميت أبيفانيا في العصر الهلنستي نسبة إلى الملك السلوقي أنطيوخوس أبيفانيوس وعرفت بهذا الاسم حتى العصر الروماني حين عاد اسمها القديم. ولُقِّبَت بمدينة أبي الفداء. يرجع تاريخها إلى ما قبل الميلاد. وتعتبر من أقدم المدن في العالم كما أن مدينة دمشق أقدم عاصمة ومدينة في التاريخ، وكانت حماة مملكة من الممالك السورية في العصور القديمة، تعتبر من المدن الكنعانية، سيطر عليها الآراميون ووقعت تحت نفوذ الحيثيون فترة من الزمن وفي عام 1700 قبل الميلاد. تكررت الحروب بين الممالك السورية الحيثية والفراعنة ونشبت حرب عظيمة في شمال سوريا وآسيا الصغرى استمرت لمدة 15 سنة قتل في أثنائها ملك الحيثيين وخلفه أخوه كيتا وتم عقد صلح أخيرا بين الحيثيين والمصريين وتزوج رعمسيس ملك المصريين بنت كيتا مار (أحد ملوك الحيثين) تأكيدا للمودة.
كما قامت إحدى القبائل الآرامية بتأسيس مملكة حماة الآرامية وشملت مناطق واسعة فوصلت حدودها الشمالية إلى سراقب والجنوبية إلى منابع نهر العاصي، أما حدودها الغربية فكانت حتى الجبال الساحلية التي كانت جزءا منها.
واجهت مملكة حماة الآشوريين الذين نجحوا بالقضاء عليها في عهد سرجون الثاني 722- 705 ق.م. كما ورد ذكر مملكة حماة في التناخ حيث تحدث عن عداء بين مملكة حماة ومملكة أرام صوبة.
ولما قدم الإسكندر الأكبر إلى بلاد الشام (بلاد سوريا) كانت حماة إحدى المدن التي دخلت في سلطانه وكانت من ضمن ما استولى عليه وبقيت من سنة 332 قبل الميلاد إلى سنة 62 قبل الميلاد يتعاقب عليها حكام الإمبراطورية اليونانية ولم تنجُ من الحروب الطائلة في تلك الأزمنة. وفي حوالي عام 312 قبل الميلاد ملك البلاد السورية لوقس فبنى مدينة أنطاكية على الساحل السوري وأقام بها وسماها باسم أبيه أنطوكيوس، وبنى مدينة سلوقية وتسمى الآن السويدية على ضفة نهر العاصي في سوريا، وبنى أفاميا وبدلها الآن قلعة المضيق وسماها أفاميا باسم امرأته، وبنى باسم أمه لوزيقة مدينة اسمها الآن اللاذقية، وبنى قلعة حلب، وجاء إلى حماة فأمر بتسوية جبل القلعة على الاستدارة فسوى وأمر ببناء قلعة على صورة قلعة حلب ثم ما زال بعده الملوك يزيدون بها ويحسنون بناءها حتى أصبحت في الأزمنة الغابرة من أدهش القلاع في العالم.
وفي حوالي عام 64 م استولى الرومان على حماة فيما استولوا عليه من بلاد سوريا وامتدت مدة ملكهم وعظمت شوكتهم ودخلت عليهم الحضارة فازدهرت البلاد وكثر السكان فقد كان المكان المسمى بلعاس في مدتهم كورة عظيمة ذات قرى كثيرة وأشجار مثمرة من زيتون وغيره وهم الذين أنشؤوا النواعير على نهر العاصي ليستفيدوا من الماء فيجري في الأمكنة المرتفعة ومما عملوه أقنية الماء مثل قناة المياه الرومانية من مصياف إلى حماة مغطاة بالحجارة يجري الماء بداخلها لتحيا به القرى المجاورة له وليشرب منه أهل المدينة وقناة أخرى من شرقي سلمية مارة بشمال حماة حتى قلعة المضيق لتعمر القرى المجاورة لها أيضا.
وكانت لهم عناية كبرى في زراعة أشجار الزيتون واستثماره فلا تكاد توجد قرية من قرى حماة إلا وبها آثار مطاحن الزيت (معاصر زيت الزيتون) وآثار مخازنه ومستودعاته حيث تعد سوريا الموطن الأول لشجرة الزيتون، وقد زادوا في بنيان القلعة وحسنوا ما شاؤوا، وعملوا بعض الجسور على نهر العاصي داخل مدينة حماة وخارجها وقد ظلت المدينة بأيدي الرومان حتى فتحها المسلمون.

### حماة في التاريخ الإسلامي
كان الفتح الإسلامي لحماة بعد أن استطاع الصحابي أبو عبيدة عامر بن الجراح فتح حمص فجعل عليها الصحابي عبادة بن الصامت ثم فتح الرستن ثم جاء إلى حماة فتلقاه أهلها مذعنين عام 18 هـ فصالحهم على الجزية في رؤوسهم والخراج على أرضهم وأقام في حماة مدة واتخذ كنيستها العظمى جامعا (الجامع الأعلى الكبير) ثم رحل إلى شيزر بالقرب من حماة فصالحه أهلها على ما صالحه عليه أهل حماة ومن ذلك الحين دخلت حماة في الدولة الإسلامية هي وتوابعها من البلدات والقرى.
ظلت حماة تابعة للخلفاء الراشدين حتى دخلت في حكم الأمويين وأصبحت إحدى المدن الهامة في عهد الدولة الأموية، وفي وقت لاحق في حماة وبعض القرى التابعة من عرب كندة الذين سكنوا صحاري حماة من جهة الشرق وعشائر كلب الذين سكنوا الصحاري من جهة الغرب، وألحقت بحمص فكانت من أعمالها إلى عام 290 هـ. وفي عهد العباسيين لم يكن لهم عناية إلا بإعمار بغداد وبعض مدن الفرات فطفق الناس يهجرون أوطانهم ويقصدون التقرب من مركز الخلافة حتى انحسرت الحضارة والعمران عن بعض المدن الكبيرة التي كانت حماة تستقي منها موارد ثروتها مثل كورة البلعاس والأندرين ولطمين وغيرها.
وتوالت الأحداث على حماة بهجوم القرامطة عليها سنة 291 هـ / 904 م بقيادة أبي شامة رئيسهم حيث ملك حمص وحماة وقتل أهلها وأطفالها وعمل مثل ذلك بالمعرة وسلمية فقتل في سلمية كثيرين حتى صبيان الكتّاب فأرسل إليهم المكتفي العباسي جيشا عظيما فالتقوا بهم عند قرية تمنع «تمانعة» فقتلوا من القرامطة الكثير وانتصروا عليهم وقبضوا على أبي شامة قائدهم وابن عمه.

#### الصليبيون
في عام 523 هـ / 1129 م سار عماد الدين زنكي بن آق سنقر وعبر نهر الفرات وكتب إلى توري ملك دمشق أن يمده بالجنود لمحاربة الفرنجة فكتب توري لولده سونج صاحب حماة أيامها أن يسير معه بعسكره فجهز عسكر حماة ورحل إلى حلب وخيم بظاهرها فقبض عليه عماد الدين زنكي ورحل فورا إلى حماة فتسلمها بلا حرب لخلوها من الجند ثم سار منها إلى حمص محاربا فحاصرها ولم يقدر على فتحها فرجع وأبقى أمير حماة معتقلا عنده ثم أطلقه وأرسله إلى أبيه، وظلت حماة في ملك عماد الدين حتى توفي في عام 541 هـ / 1147 م فملكها بعده ابنه نور الدين محمود زنكي.
وفي عام 552 هـ / 1157 م في شهر رجب اهتزت أرض حماة بزلزال قوي فخربت وتهدمت أسوار قلعتها. ولكن سرعان ما تدارك الملك العادل نور الدين حماة بإعادتها لما كانت عليه فبنى أسوارها وأعاد قلعتها وبنى جامعها المعروف (الجامع النوري) وبجانبه المارستان النوري وبعض مبانيها ثم بنى أسوار بقية المدن التي تضررت من الزلزال مثل شيزر ودمشق وحمص وبعلبك وحلب.
وفي عام 570 هـ / 1175 م غرة ربيع الآخر دخلت البلاد في حوزة صلاح الدين الأيوبي وولى على حماة خاله شهاب الدين محمود بن تكش الحارمي. وفي عام 573 هـ / 1178 م سار الصليبيون بجموعهم إلى حماة وكان عاملها مريضا فشددوا عليها الحصار واجتمعوا حول السور حتى كادوا يفتحونها قهرا ولكن سكانها استطاعوا أن يخرجوا الصليبيين من المدينة ويبعدوهم عنها فرحلوا إلى بلدة حارم ثم توفي عامل حماة شهاب الدين الحارمي فأرسل صلاح الدين إلى حماة ابن أخيه الملك المظفر تقي الدين عمر وأمره بحفظ البلاد وقد استطاع أن يهزم قوات قليج أرسلان. ثم توفي الملك المظفر في رمضان عام 587 هـ / 1191 م وتسلم الأمر فيها بعده ابنه الملك المنصور محمد.
وفي عام 599 هـ / 1203 م قصد الصليبيون حماة من حصن الأكراد وطرابلس وغيرهما فتلقاهم الملك المنصور ملك بعرين وأنجده ملك حمص وملك بعلبك وهناك اشتعلت نيران الحرب وامتدت في سهول بعرين فكانت الهزيمة على الصليبيين بعدما تركوا قتلى وأسرى لا تعد فعاد ملك الديار الحموية إلى بعرين من ميدان الحرب ظافرا منتصرا، ولكن سرعان ما أعاد الصليبيون ترتيب جيوشهم ورجعوا للحرب وكان المنصور لم يرحل من بعرين وكان عودهم بعد ثمانية عشر يوما من هزيمتهم فهزموا مرة أخرى هزيمة منكرة على يد جيش حماة وتركوا خلفهم أسرى وقتلى، ولما لم يقدروا على بعرين تركوها وساروا قاصدين حماة فاستعد الحمويون للقائهم وصدوهم وانهزم الصليبين للمرة الثالثة.

#### المغول
وفي سنة 657 هـ / 1259 م دخل التتار بلاد المسلمين حيث وصل هولاكو بعساكره في العشر الأخير من ذي الحجة إلى حلب وكان حاكمها توران شاه بن صلاح الدين فخرج عسكر حلب لقتالهم ولكنهم انهزموا أمام التتار وطار الخبر إلى دمشق فأراد الملك الناصر أن يحارب التتار ورحل الملك المنصور ملك حماة إلى برزة ولم يبق في حماة غير النواب فلما بلغ سكان حماة ما فعل التتار بحلب أرسلوا إلى المنصور وهو في برزة بالقرب من دمشق يستشيرونه فيما يصنعون ثم أجمعوا على التسليم فسار الوجهاء إلى حلب ودخلوا على هولاكو وسلموه مفاتيح حماة وطلبوا منه الأمان فأمنهم وأرسل معهم عاملا من قبله اسمه خسرو شاه فتولى شؤون حماة وأمن المدينة وتسلم القلعة، كما أرسل هولاكو الملك الأشرف ملك حمص إلى حماة من أجل أن يهدم أسوار قلعتها فهدمها وأحرق ما فيها من الذخائر وعدة الحرب وباع الأشرف ما كان في دار السلطنة من كتب بثمن بخس جدا ثم قصد تخريب أسوار المدينة إلا أن ذلك شق على أهل حماة فدفع والي حماة إبراهيم ابن الإفرنجية مالا إلى عامل هولاكو خسرو شاه لأجل أن لا يهدمها فأخذ المال ومنع الملك الأشرف من هدم سور المدينة.
وفي أوائل رمضان عام 658 هـ / 1260 م سار الملك المظفر قطز بجيوش المسلمين وبصحبته ملك حماة وأخوه الأفضل لمحاربة التتار وكان قد تغلب عليهم في موقعة عين جالوت، فلما بلغ كتبغا نائب هولاكو على دمشق الخبر جمع التتار وخرج للقاء الجموع الإسلامية وفي صحبته ملك حمص وغيره من الملوك الذين اتفقوا مع التتار فجرت معركة في مكان يسمى الغور وثبت المسلمون وانتصروا على التتار فتبعهم المسلمون يقتلون ويغنمون وقتل في هذه الواقعة كتبغا وأسر ابنه وتعلق التتار في رؤوس الجبال فتبعهم المسلمون وأفنوهم عن آخرهم قتلا وتشريدا. ثم أحسن قطز إلى ملك حماة وأقره على ملكه وتوابعه فلما وصل إلى حماة قبض على أعوان التتار وفر خسرو شاه إلى الشرق.
وفي عام 672 هـ / 1274 م رحل الأمراء من حماة ورحل ملكها إلى دمشق خيفة من التتار لأنهم كانوا قد لموا شعثهم وعادوا إلى البلاد الشامية للغارة عليها، وظلت الحروب مستمرة بين المسلمين والتتار. وفي عام 700 هـ / 1301 م عاد التتار إلى البلاد السورية قاصدين استرجاع دمشق لأهميتها فعبر ملكهم بعساكره الفرات ورحل صاحب حلب بعسكره إلى حماة وظل التتار يعيثون في الأرض الفساد مدة ثلاثة أشهر ثم رجعوا من أنفسهم بلا حرب واستقرت المدينة بعد رحيل التتار.
وفي عام 745 هـ / 1346 م هطلت الأمطار الغزيرة ففاض نهر العاصي وأغرق دورا كثيرة فخربها وأتلف بساتين البلد وتضرر الناس بذلك ضررا شديدًا. ثم أصاب البلاد طاعون جارف فتك بالناس في حماة وبعض البلدان الأخرى.
وفي عام 803 هـ / 1401 م ولي حماة رجل اسمه دقماق وفي ذلك الوقت شاع خبر أن تيمورلنك قادم إلى البلاد السورية وأنه قادم في ثمانمائة ألف مقاتل وأنه لا يمر على قرية إلا خرّبها فلما صار قريبا من حماة خرج إليه بعض الأعيان بمفاتيح البلد وأرادوا منه الأمان فأمنهم ثم أمر بهدم قلعة حماة ومنذ ذلك الحين ظلت القلعة خرابا ليس فيها إلا بعض البيوت وجدران قائمة وآثار قليلة.

#### العثمانيون
ظلت حماة تخرج من حوزة وتدخل في حوزة أخرى حتى ملك السلطان سليم الأول العثماني البلاد عام 922 هـ / 1516 م بعد انتصاره على المماليك في معركة مرج دابق قرب حلب ولم يبق من حماة وباديتها إلا القليل ولهذا ألحقت بحمص. وفي فترة لاحقة تنبهت الحكومة لعمران البلدان ومنها مدينة حماة فتحسنت المدينة وارتبط المأمورون بمركز المملكة فزال ما كان من الضغط وعرف كل إنسان ما له وما عليه فتزايد العمران في حماة وازدهرت مرة ثانية واشتهر الكثير من علمائها وأدبائها وكتابها وحكمائها وتطورت صناعاتها وكثر ساكنوها ومبانيها وجوامعها وجعلت مركز اللواء وألحقت بها حمص والعمرانية وسلمية. وظلت حماة تحت حكم الدولة العثمانية إلى أن سيطر عليها الإنكليز عام 1918 م في أعقاب الحرب العالمية الثانية.

#### الاستعمار الفرنسي
كانت حماة من أوائل المدن التي أعلنت الثورة على الاستعمار الفرنسي في عدة مرات، كما أنه تم قصفها في أبريل 1945 بالطائرات الفرنسية وقاوم رجالها الكيان الصهيوني في حرب 1948.

#### حكم البعث ومجزرة حماة
تعتبر حماة حسب ما يقول معارضو حزب البعث الحاكم في سوريا «شوكة في الحلق» بالنسبة للبعثيين، فقد ثارت حماة ثلاث مرات على البعثيين الأولى عام 1964 والثانية مع حلب وجسر الشغور بين أعوام 1979-1982 التي انتهت عام 1982 بدخول الجيش إلى حماة وقتل أكثر من 30 ألف من سكان المدينة، والمرة الثالثة هي عام 2011 أثناء الثورة السورية في ظل الربيع العربي مع عدة مدن أخرى مثل درعا وحمص ودير الزور وقسم من اللاذقية ودوما وغيرها، وكانت احتجاجات حماة هي الأكبر في سوريا شارك فيها مئات الآلاف من المتظاهرين الذين احتشدوا في ساحة الشهداء وسط المدينة.

## أبواب حماة القديمة
يذكر القلقشندي أن سور حماة الكبير بُني في عهد الإمبراطور الروماني تيتوس ويقال أيضًا في عهد الإمبراطور أناستاسيوس الأول في أول سنتين من حكمه. ولكنه تهدم بفعل الزلزال الكبير عام 552 هـ وقام نور الدين زنكي بتجديده.
1. الباب الغربي: يقع في القسم الغربي من السور في أرض العشر وذكره أبي الفداء في تاريخه في حوادث سنة 957-958 هـ.
2. باب المغار: يقع في الجراجمة وذكره أبو الفداء في تاريخه لحوادث سنة 626 هـ وذكرته سجلات المحكمة الشرعية في حماة عام 929 هـ.
3. باب النهر: وسمي بهذا الاسم للخروج منه إلى نهر العاصي في حي المدينة.
4. باب القبلي: يقع في جنوبي سور المدينة ذكره أبو الفداء في تاريخه حوادث عام 697 هـ.
5. باب العميان: وسمي بهذا الاسم لكثرة خروج العميان منه إلى سوق الطويل لشراء حاجياتهم.
6. باب العدة: يقع جنوب قلعة حماة قرب مقام النبي حام وسمّي بذلك لإدخال عدة القتال منه إلى القلعة وقد ورد ذكره في سجلات المحكمة الشرعية في حماة سنة 969 هـ
7. باب الجسر: يقع في الجهة الشمالية الغربية.
8. باب حمص: يقع في شرقي حي الباشورة وسمي بذلك لخروج المسافرين منه إلى حمص.
9. باب النصر: مجهول موقعه إلا أن أبو الفداء ذكره في تاريخه لحوادث سنة 626 هـ.
10. النقفي: يقع شرقي قبو الطيارة الحمراء عند قبو بين الحيرين وورد اسمه في تاريخ أبي الفداء أيضا في كتابته عن أحداث سنة 691 هـ.

وحين امتد عمران المدينة من جهة السوق إلى خارج السور أقيمت أربعة أبواب جديدة هي:
1. باب العرس وهو أحد أبواب سوق الطويل التي تؤدي إلى فروع السوق الخاصة بمتطلبات الأعراس.
2. باب طرابلس: سمي بذلك لأن من يود السفر إلى طرابلس يخرج منه ويقع في الجهة الجنوبية الغربية من المدينة في حي المحالبة.
3. باب دمشق سمي بدلك لأن من كان يود السفر إلى دمشق يخرج منه يقع قرب سوق الطويل.
4. باب البلد: ويقع في جنوب سوق الطويل في الطريق المؤدية إلى ساحة الشهداء قرب جامع الملكي. وكان آخر الأبواب المتبقية حيث زالت معالمه في عام 1960 م

جميع هذه الأبواب قد اندثرت بفعل عوادي الزمن والبشر ولم يبقى منها إلا جدار واحد قائم بالقرب من الباب القبلي طوله 25 م.

## الجغرافيا
يخترق نهر العاصي حماة من جنوبها خارجًا من شمالها، مقسِّمًا بذلك المدينة إلى شقين يسمى الشرقي منهما بالحاضر نسبة إلى سوق المواشي (وهو القسم الأدنى)، والغربي بالسوق نسبة إلى السوق التجاري (وهو القسم الأعلى).

### المناخ
| مخطط المناخ حماة | مخطط المناخ حماة | مخطط المناخ حماة | مخطط المناخ حماة | مخطط المناخ حماة | مخطط المناخ حماة | مخطط المناخ حماة | مخطط المناخ حماة | مخطط المناخ حماة | مخطط المناخ حماة | مخطط المناخ حماة | مخطط المناخ حماة |
| --- | ---------------- | ---------------- | ---------------- | ---------------- | ---------------- | ---------------- | ---------------- | ---------------- | ---------------- | ---------------- | ---------------- |
| 01 | 02               | 03               | 04               | 05               | 06               | 07               | 08               | 09               | 10               | 11               | 12               |
| 73 11 3 | 54 14 3          | 49 18 5          | 32 23 9          | 10 29 13         | 3.8 34 17        | 0.4 36 20        | 0.1 36 20        | 1.8 34 17        | 21 28 12         | 40 20 7          | 67 13 4          |
| متوسط درجة-الحرارة °س مجاميع الهطل مم |                  |                  |                  |                  |                  |                  |                  |                  |                  |                  |                  |
| بالوحدات الإنكليزية \| 01 \| 02 \| 03 \| 04 \| 05 \| 06 \| 07 \| 08 \| 09 \| 10 \| 11 \| 12 \| \| 2.9 53 37 \| 2.1 57 38 \| 1.9 64 42 \| 1.3 74 48 \| 0.4 85 55 \| 0.1 93 63 \| 0 97 68 \| 0 97 68 \| 0.1 93 63 \| 0.8 82 54 \| 1.6 67 44 \| 2.6 56 39 \| \| متوسط درجة-الحرارة °ف مجاميع الهطول ″ \| \| \| \| \| \| \| \| \| \| \| \| |                  |                  |                  |                  |                  |                  |                  |                  |                  |                  |                  |
| 01 | 02               | 03               | 04               | 05               | 06               | 07               | 08               | 09               | 10               | 11               | 12               |
| 2.9 53 37 | 2.1 57 38        | 1.9 64 42        | 1.3 74 48        | 0.4 85 55        | 0.1 93 63        | 0 97 68          | 0 97 68          | 0.1 93 63        | 0.8 82 54        | 1.6 67 44        | 2.6 56 39        |
| متوسط درجة-الحرارة °ف مجاميع الهطول ″ |                  |                  |                  |                  |                  |                  |                  |                  |                  |                  |                  |

يصنف مناخ حماة بأنه شبه قاحل حسب تصنيف تصنيف كوبن للمناخ. موقع حماة الداخلي يمنعها من تلقى التأثير الساحلي ونسيم البحر الأبيض المتوسط، ولذلك مناخها أكثر حرارة وجفاف من حمص القريبة منها.
| البيانات المناخية لـحماة          | البيانات المناخية لـحماة | البيانات المناخية لـحماة | البيانات المناخية لـحماة | البيانات المناخية لـحماة | البيانات المناخية لـحماة | البيانات المناخية لـحماة | البيانات المناخية لـحماة | البيانات المناخية لـحماة | البيانات المناخية لـحماة | البيانات المناخية لـحماة | البيانات المناخية لـحماة | البيانات المناخية لـحماة | البيانات المناخية لـحماة |
| الشهر                             | يناير                    | فبراير                   | مارس                     | أبريل                    | مايو                     | يونيو                    | يوليو                    | أغسطس                    | سبتمبر                   | أكتوبر                   | نوفمبر                   | ديسمبر                   | المعدل السنوي            |
| --------------------------------- | ------------------------ | ------------------------ | ------------------------ | ------------------------ | ------------------------ | ------------------------ | ------------------------ | ------------------------ | ------------------------ | ------------------------ | ------------------------ | ------------------------ | ------------------------ |
| متوسط درجة الحرارة الكبرى °م (°ف) | 11.4 (52.5)              | 13.8 (56.8)              | 17.9 (64.2)              | 23.1 (73.6)              | 29.3 (84.7)              | 33.8 (92.8)              | 36.2 (97.2)              | 36.2 (97.2)              | 33.8 (92.8)              | 27.6 (81.7)              | 19.7 (67.5)              | 13.1 (55.6)              | 24.66 (76.39)            |
| المتوسط اليومي °م (°ف)            | 6.6 (43.9)               | 8.3 (46.9)               | 11.6 (52.9)              | 15.9 (60.6)              | 21.1 (70.0)              | 25.8 (78.4)              | 28.2 (82.8)              | 27.9 (82.2)              | 25.3 (77.5)              | 19.3 (66.7)              | 12.7 (54.9)              | 7.9 (46.2)               | 17.55 (63.59)            |
| متوسط درجة الحرارة الصغرى °م (°ف) | 2.9 (37.2)               | 3.3 (37.9)               | 5.4 (41.7)               | 8.8 (47.8)               | 12.9 (55.2)              | 17.4 (63.3)              | 20.2 (68.4)              | 20.1 (68.2)              | 17.1 (62.8)              | 12.4 (54.3)              | 6.6 (43.9)               | 3.7 (38.7)               | 10.9 (51.6)              |
| الهطول مم (إنش)                   | 72.5 (2.85)              | 54.3 (2.14)              | 49.3 (1.94)              | 32.3 (1.27)              | 10.3 (0.41)              | 3.8 (0.15)               | 0.4 (0.02)               | 0.1 (0.00)               | 1.8 (0.07)               | 21.4 (0.84)              | 40 (1.6)                 | 66.5 (2.62)              | 352.7 (13.91)            |
| متوسط الرطوبة النسبية (%)         | 65.5                     | 63                       | 59                       | 56                       | 51.5                     | 46                       | 44.5                     | 46.5                     | 48                       | 54.5                     | 59.5                     | 65.5                     | 54.955                   |
| المصدر: Climate Charts            |                          |                          |                          |                          |                          |                          |                          |                          |                          |                          |                          |                          |                          |

## السكان
غالبية سكان حماة من المسلمين السنّة كما تسكنها أقلية مسيحية من الروم والسريان الأرثوذكس في حيي المدينة والشيخ عنبر.
| السنة | السكان  |
| ----- | ------- |
| 1905  | 38,000  |
| 1932  | 56,000  |
| 1943  | 78,200  |
| 1957  | 118,000 |
| 1970  | 200,700 |
| 1981  | 380,000 |
| 1994  | 533,130 |
| 2010  | 854,000 |

## السياحة
لا يختلف اثنان حول أهمية سوريا من الناحية التاريخية السياحية، وحول غنى جميع المناطق والمدن السورية بالأوابد الأثرية والجبال والمصايف والشواطئ والطبيعة الجميلة والغابات الرائعة والأوابد التاريخية التي قل أن يوجد لها نظير في مكان آخر من العالم:
- نواعير حماة: من هذه الأوابد الأثرية يمكن أن نذكر النواعير القائمة على نهر العاصي وسط سوريا والتي تعد أكبر سواقي في العالم وأقدمها في التاريخ وما زال العديد منها يدور على نهر العاصي ليشكل لوحة فنية أخاذة مميزة. إن جمال وضخامة وتفرد هذة النواعير جعل المؤرخين يطلقون على مدينة حماة اسم مدينة النواعير بالإضافة لاسمها الآخر وهو مدينة أبي الفداء نسبةً لأحد ملوكها قديمًا.
- آثار وقلاع وطبيعة ساحرة: من الأماكن السياحية في حماة قلعة حماة وقصر العظم وهو الآن متحف الفنون الشعبية ويقع وسط مدينة حماة القديمة في حي الطوافرة وكان سابقا قصرا لأحد وجهاء المدينة ويحوي العديد من الآثار والتحف التي وجدت في وادي العاصي وقلعة حماة القديمة. ويوجد في حماة عدة جوامع قديمة مثل الجامع الكبير وجامع النوري وجامع أبي الفداء ومباني أثرية كثيرة وقناطر المياه الشهيرة على نهر العاصي. أما إذا اتجهت خارج المدينة فهناك الكثير من القلاع مثل مدينة أفاميا الأثرية والمناظر الطبيعية والجبال والغابات كما في وادي العيون ومصياف وأبو قبيس واللقبة حيث الطبيعة والجو المعتدل.

### مهرجان الربيع
يقام في مدينة حماة مهرجان سنوي يسمى مهرجان الربيع في شهر نيسان/أبريل من كل سنة، حيث يحضر المواطنون والسياح إلى هذا المهرجان ليشاهدوا فعالياته الجميلة من عروض فلكلورية ورقصات شعبية من جميع المحافظات السورية وشخصيات تراثية قديمة كانت موجودة في الماضي وترحب نواعير حماة بضيوفها بصوتها الشجي المميز ويقام بجانب العروض الكرنفالية سوق للصناعات الشعبية والفلكلورية والصناعات الحديثة من حماة وغيرها والذي يقام في عدة أماكن في حماة منها السوق المقام حول القلعة. كما تقام أيضا عروض مسرحية ومعرضا للكتاب.

## أحياء المدينة
أهم أحياء مدينة حماة :
- حي الفراية.
- حي الكيلانية.
- حي البرازية.
- حي الطوافرة.
- حي المحالبة.
- حي سوق الشجرة.
- حي البارودية.
- حي الأميرية.
- حي الجراجمة
- حي الحاضر.
- حي السخانة.
- حي الشمالية.
- حي الصابونية
- حي الشريعة.
- حي العليليات.
- حي جنوب الملعب.
- حي الدباغة.
- حي عين اللوزة.
- حي كازو.
- حي القصور.
- حي الفيحاء
- حي طريق حلب.
- حي البياض.
- حي الجلاء.
- حي جنوب الثكنة.
- حي التعاونية.
- حي غرب المشتل.
- حي الأربعين.
- حي البعث (الكرامة).
- حي باب قبلي.
- حي الشيخ عنبر.
- حي المدينة.
- حي باب البلد.
- حي جورة حوا.
- حي الأندلس.
- حي المحافظة.
- حي الباشورة.
- حي الحميدية.
- حي الثامن من آذار.
- حي الضاهرية.
- ضاحية أبي الفداء.
- حي العصيدة.

## كنائس حماة
- كنيسة سيدة الدخول للروم الأرثوذكس وتوجد في حي المدينة، وأساس بنائها قديم قائم على أنقاض كنيسة الفسيفساء المكتشفة عام 1982 (والمحفوظة في متحف حماه) والمؤرخة عام 412م، ويوجد فيها أيقونات لكبار فناني المدارس التصويرية الإيقونوغرافية، وأدوات فضية كنسية تعود لعام 1780م بعضها مؤرخ وعليه كتابات يونانية وسريانية وعربية إضافة إلى مخطوطات يونانية وعربية مؤرخة في عام 1452م تحوي في نهايتها لوحة للعذراء والمسيح تشبه الفن الإسلامي الفاطمي.[14]
- كنيسة الروم الأرثوذكس في مدينة حماة.
- كنائس أخرى في محافظة حماة:
  - كنيسة مار الياس - محردة - محافظة حماة
  - كنيسة جورجيوس - محردة - محافظة حماة
  - كنيسة السيدة العذراء - محردة - محافظة حماة
  - كنيسة يواكم وحنا - محردة
  - كنيسة القديس جورجيوس - كفر بهم - محافظة حماة
  - كنيسة رقاد السيدة العذراء - قرية أيو - محافظة حماة.
  - كنيسة القديسين بطرس وبولص أو كنيسة السقيلبية الجديدة كما يسميها الأهالي، وكنيسة السقيلبية القديمة.

ويذكر أنه تم توثيق تدمير ثلاث كنائس في مدينة حماة أثناء اقتحامها، خلال أحداث 1982 المعروفة، إضافة لتدمير 88 مسجد. أنظر مجزرة حماة.

## مساجد حماة
- جامع معاذ بن جبل
- جامع الحميدية
- جامع محمود الشقفة
- الجامع الأعلى الكبير
- جامع النوري
- جامع أبي الفداء
- جامع سعد بن معاذ يقع في حي الفراية
- جامع عمار بن ياسر
- جامع المحسنين (يقع في المنتصف بين حي الجلاء وحي البياض)
- جامع الأمير (البحصة) يقع في سوق الحاضر الكبير
- جامع صلاح الدين يقع جنوب الملعب
- جامع الشيخ علوان (المحبة) يقع آخر نزلة شارع العلمين
- جامع الشيخ بشر الحافي في حي القصور
- جامع الرحمة في حي القصور
- جامع المناخ
- جامع عثمان بن عفان
- جامع أبو بكر الصديق
- جامع عمر بن الخطاب
- جامع الفلاح في الصابونية
- جامع الصحابة
- جامع السلطان في الدباغة
- جامع الإيمان في الشريعة
- جامع المدفن في ساحة العاصي مقابل فرع الحزب
- جامع سعيد الجابي في حي الكرامة
- جامع عبد الرحمن بن عوف في القصور
- جامع طلحة الخير في القصور
- جامع الإحسان
- جامع الصحن
- جامع عبد الله بن سلام
- جامع السرجاوي
- جامع مصطفي جابر
- جامع الحمزة
- جامع الشفاء
- جامع الخيرات
- جامع التكية الهدائية
- جامع المصلى (يقع في حماة القديمة)
- جامع العبيسي
- جامع الشرقي
- جامع الأفندي
- جامع بلال الحبشي
- جامع الشريعة
- جامع النور
- جامع الشهداء
- جامع علي بن أبي طالب - في حي سوق الشجرة
- جامع القصباشي
- جامع الزاوية الشرابية
- جامع الصحابي الجليل عامر أبي عبيدة بن الجراح - حي التعاونية
- مسجد الحسنين - مسجد أثري بحي المدينة جانب القلعة
- جامع الصحابي الجليل خالد بن الوليد - حي طريق مصياف
- مسجد النبي حام - مسجد أثري بحي المدينة جانب القلعة
- جامع القان - مسجد أثري في حي الباشورة
- جامع المحسنين - حي البياض
- جامع خالد بن الوليد - حي طريق مصياف
- جامع الأحدب - سوق الطويل
- جامع الأشقر - سوق الطويل (المنصورية)
- جامع الجديد - سوق الطويل من الجهة الجنوبية
- جامع الشيخ إبراهيم الكيلاني - سوق الطويل من الجهة الشمالية
- جامع الخانقاه في حي طوافرة
- جامع القان في الباشورة
- جامع النبي حام في الباشورة
- جامع الشيخ أديب كلكل في حي القصور
- جامع العباس رضي الله عنه في حي القصور
- الزاوية الشرابية _في شارع الثامن من آذار
- الزاوية القادرية الكيلانية _ في حي الكيلاني
- الزاوية الحريرية - في حي الفراية

## الفنادق في حماة
- فندق أفاميا الشام: التصنيف 5 نجوم، حي الكيلانية.
- فندق النواعير: التصنيف 3 نجوم، شارع العاصي - قرب ساعة حماة.
- فندق القاهرة: التصنيف 2 نجوم، شارع العاصي - قرب ساعة حماة.
- فندق الرياض: التصنيف 2 نجوم، شارع العاصي - قرب ساعة حماة.
- فندق بيت الشرق: فندق أثري، التصنيف 2 نجوم، حي الجلاء.
- فندق بسمان: التصنيف 2 نجوم، ساحة العاصي.
- فندق برج حماة: التصنيف 2 نجوم، ساحة العاصي.
- فندق ساره: التصنيف 2 نجوم، المدينة القديمة، حي الطوافرة جانب قصر العظم.

## وصلات خارجية
- مدينة حماة الاجتماعي على الفيس بوك.. حماة  على فيسبوك.
- مجلس مدينة حماة..
- معلومات عن حماة، موقع ثقافة..
- موقع محافظة حماة..